# Алексеевка (Островский район)
Алексеевка — деревня в Островском районе Псковской области. Входит в состав Островской волости.

## География
Расположена в 20 км к северо-востоку от города Остров.

## Население
| 2001 | 2002 | 2010 |
| ---- | ---- | ---- |
| 139  | ↘100 | ↘69  |

## История
Деревня до апреля 2015 года входила в состав ныне упразднённой Волковской волости района.